# 維南西奧·弗洛雷斯
维南西奥·弗洛雷斯·巴里奥斯（ Venancio Flores Barrios ，1808年5月18日—1868年2月19日）是乌拉圭的政治和軍事人物。弗洛雷斯于1854年至1855年擔任臨時烏拉圭總統，後來被曼努埃尔·布斯塔曼特（Manuel P. Bustamante）推翻，之後弗洛雷斯又前往阿根廷避难。 :211863年，維南西奧·弗洛雷斯发动了反对烏拉圭总统貝爾納多·普魯登西奧·貝羅的軍事行動，这导致了乌拉圭内战爆發。  :24維南西奧·弗洛雷斯在阿根廷和巴西的帮助下於1865年2月占领了蒙得维的亚並推翻了贝尔纳多·贝罗的統治。之後維南西奧·弗洛雷斯於1865年至1868年期間担任乌拉圭总统。在他的统治期间，烏拉圭加入了巴拉圭战争。在維南西奧·弗洛雷斯卸任总统四天后，他被一群身份不明的刺客谋杀。

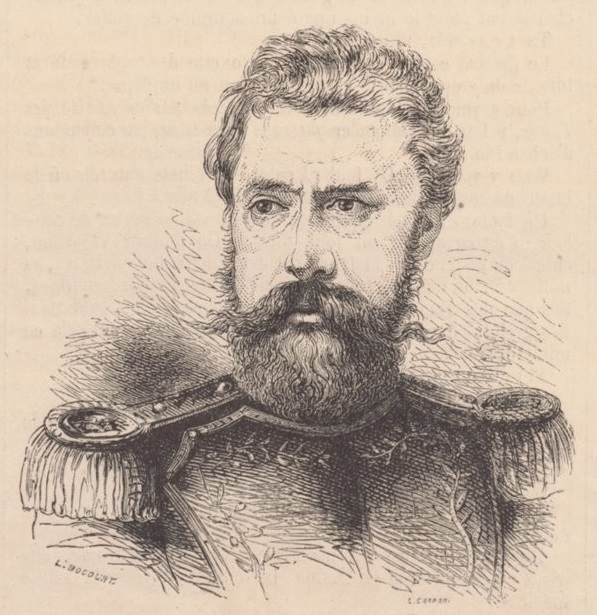
維南西奧·弗洛雷斯

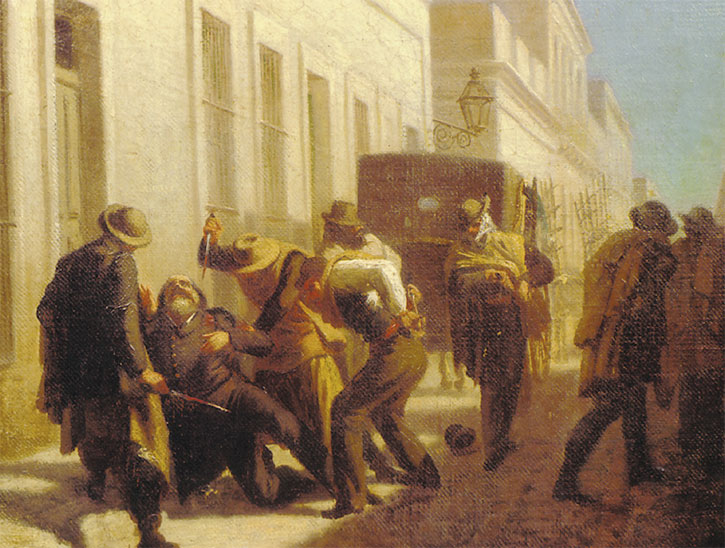
有關维南西奥·弗洛雷斯被暗杀的畫作

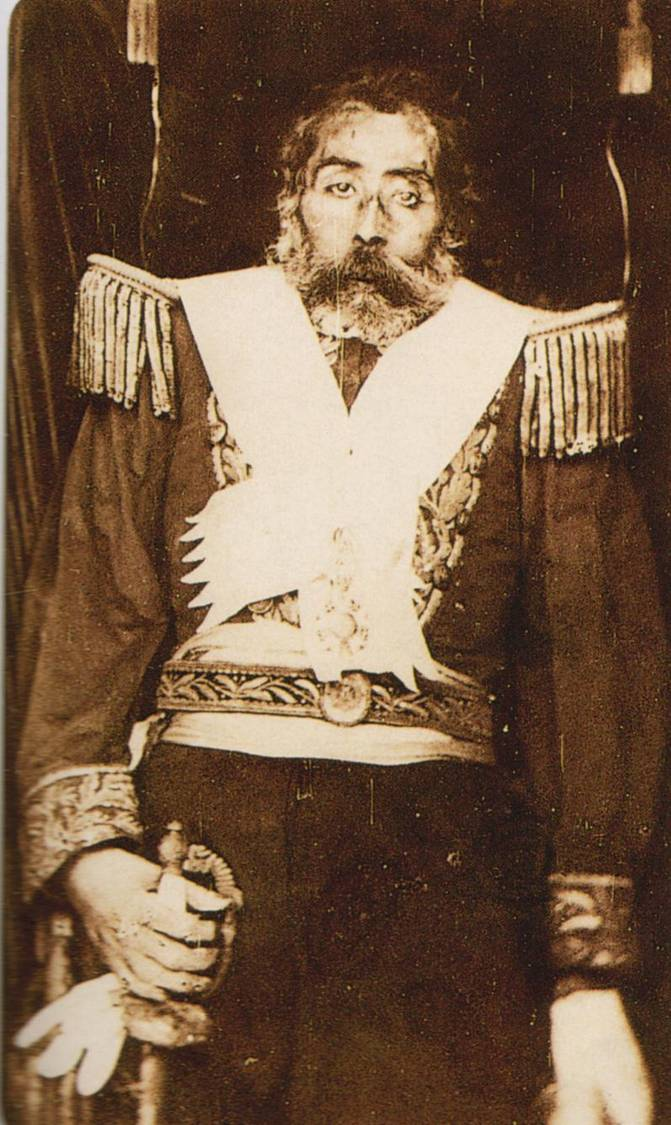
死後的维南西奥·弗洛雷斯